# Boissy-le-Bois
Boissy-le-Bois je francouzská obec v departementu Oise v regionu Hauts-de-France. V roce 2011 zde žilo 191 obyvatel.

## Sousední obce
Bachivillers, Énencourt-le-Sec, Fay-les-Étangs, Fleury, Hardivillers-en-Vexin, Chaumont-en-Vexin, Loconville

## Vývoj počtu obyvatel
Počet obyvatel 